# Égi bárány
Az Égi bárány 1970-ben készült színes magyar filmdráma Jancsó Miklós rendezésében.

## Szereplők
- Madaras József (Vargha Páter)
- Daniel Olbrychski (a Hegedűs)
- Kozák András (a Vitézkötéses)
- Széles Anna (szőke lány)
- Bujtor István (A darutollas)
- Jaroslava Schallerová (fiatal anya)
- Avar István (Kerekes)
- Körtvélyessy Zsolt (Jutasi)
- Zala Márk (Márk atya)
- Balázsovits Lajos (kanonok)
- Koltai János (szakállas vörös tiszt)
- Bálint Tamás (vöröskatona)
- Pintér György (darutollas)
- Kosztolányi Balázs (darutollas)